# Droga ekspresowa S3
Die Droga ekspresowa S3 (poln. für ,Schnellstraße S3‘) ist eine zum größten Teil fertiggestellte Schnellstraße in Polen. Sie soll von Świnoujście (Swinemünde) auf der Insel Usedom nach Lubawka (Liebau in Schlesien) an der tschechisch-polnischen Grenze verlaufen und zieht sich dabei durch drei Woiwodschaften. An der Grenze soll sie zukünftig an die tschechische Autobahn D11 anknüpfen. Im Großteil ihres Verlaufs ist die Schnellstraße S3 Teil der Europastraße 65.

## Planungsgeschichte
In den Streckennetzplänen von 1945 und 1946 ist eine Strecke enthalten, die von Stettin (Szczecin) über Posen (Poznań) zur tschechischen Grenze führt. 1963 war diese Verbindung in den Planungen nicht mehr enthalten, sondern eine Strecke zwischen Stettin und der Autobahn A2 vorgesehen, wie sie der Streckenführung entspricht, die zurzeit geplant ist. Im Netzplan von 1971 wurde die geplante Streckenführung bis zur tschechischen Grenze verlängert. 1976 wurde die Strecke in der Planung bis nach Świnoujście verlängert. Seitdem ist die Strecke durchgängig in den Planungen enthalten.
Von 1993 bis 2001 wurde die Strecke als Autostrada A3 geplant.

## Fertiggestellte Abschnitte
| Abschnitt                                                 | Länge               | Bauzeit                                    | Baukosten                                  | Verkehrsübergabe                           | Anmerkungen                                |
| --------------------------------------------------------- | ------------------- | ------------------------------------------ | ------------------------------------------ | ------------------------------------------ | ------------------------------------------ |
| Umgehung Troszyn, Parłówko & Ostromice                    | 004,2 km            | 2009–2012                                  | 132 Mio. Złoty (31 Mio. Euro)              | 9. Januar 2012                             |                                            |
| Ostromice – Knoten Miękowo                                | 022,1 km            | 2017–2021                                  | 361 Mio. Złoty (90 Mio. Euro)              | 11. April 2021                             |                                            |
| Knoten Miękowo – Knoten Goleniów Północ                   | 004,8 km            | 2009–2011                                  | 066 Mio. Złoty (16 Mio. Euro)              | 16. Dezember 2011                          |                                            |
| Knoten Goleniów Północ – Knoten Rzęśnica                  | 019,5 km            | (1976–1979) 2017–2021                      | 126 Mio. Złoty (32 Mio. Euro)              | (10. Juli 1979) 10. Juni 2020              |                                            |
| Knoten Rzęśnica – Knoten Szczecin Klucz (1)               | 018,3 km            | Realisierung als Abschnitt der Autobahn A6 | Realisierung als Abschnitt der Autobahn A6 | Realisierung als Abschnitt der Autobahn A6 | Realisierung als Abschnitt der Autobahn A6 |
| Knoten Szczecin Klucz – Knoten Pyrzyce                    | 028,2 km            | 2008–2010                                  | 687 Mio. Złoty (168 Mio. Euro)             | 26. Mai 2010                               |                                            |
| Knoten Pyrzyce – Knoten Myślibórz                         | 026,7 km            | 2007–2010                                  | 791 Mio. Złoty (199 Mio. Euro)             | 22. Oktober 2010                           |                                            |
| Knoten Myślibórz – Knoten Gorzów Wlkp. Północ             | 026,7 km            | 2008–2010                                  | 581 Mio. Złoty (142 Mio. Euro)             | 30. Dezember 2010                          |                                            |
| Knoten Gorzów Wlkp. Północ – Knoten Gorzów Wlkp. Południe | 011,7 km            | 2005–2007                                  | 189 Mio. Złoty (50 Mio. Euro)              | 27. November 2007                          | östlich gelegene Fahrbahn                  |
| Knoten Gorzów Wlkp. Północ – Knoten Gorzów Wlkp. Południe | 011,7 km            | 2014–2017                                  | 289 Mio. Złoty (72 Mio. Euro)              | 9. Oktober 2017                            | westlich gelegene Fahrbahn                 |
| Knoten Gorzów Wlkp. Południe – Knoten Skwierzyna Zachód   | 018,5 km            | 2011–2014                                  | 337 Mio. Złoty (84 Mio. Euro)              | 15. Mai 2014                               |                                            |
| Knoten Skwierzyna Zachód – Knoten Międzyrzecz Północ      | 019,1 km            | 2011–2014                                  | 425 Mio. Złoty (106 Mio. Euro)             | 15. Mai 2014                               |                                            |
| Knoten Międzyrzecz Północ – Knoten Międzyrzecz Południe   | 006,4 km            | 2004–2006                                  | 075 Mio. Złoty (19 Mio. Euro)              | 23. August 2006                            | östlich gelegene Fahrbahn                  |
| Knoten Międzyrzecz Północ – Knoten Międzyrzecz Południe   | 006,4 km            | 2014–2016                                  | 103 Mio. Złoty (26 Mio. Euro)              | 19. Oktober 2016                           | westlich gelegene Fahrbahn                 |
| Knoten Międzyrzecz Południe – Knoten Jordanowo            | 011,7 km            | 2010–2013                                  | 373 Mio. Złoty (89 Mio. Euro)              | 21. August 2013                            |                                            |
| Knoten Jordanowo – Knoten Świebodzin Północ               | 005,5 km            | 2010–2013                                  | 373 Mio. Złoty (89 Mio. Euro)              | 27. Mai 2013                               |                                            |
| Knoten Świebodzin Północ – Knoten Świebodzin Południe     | 007,4 km            | 2010–2013                                  | 204 Mio. Złoty (49 Mio. Euro)              | 11. Juli 2013                              |                                            |
| Knoten Świebodzin Południe – Knoten Sulechów              | 018,4 km            | 2010–2013                                  | 336 Mio. Złoty (80 Mio. Euro)              | 18. Juni 2013                              |                                            |
| Knoten Sulechów – Knoten Zielona Góra Północ              | 013,4 km            | 2015–2017                                  | 299 Mio. Złoty (75 Mio. Euro)              | 20. Oktober 2017                           | östlich gelegene Fahrbahn                  |
| Knoten Sulechów – Knoten Zielona Góra Północ              | 013,4 km            | 1985–1995 2005–2006 (Modernisierung)       | –                                          | –                                          | westlich gelegene Fahrbahn                 |
| Knoten Zielona Góra Północ – Knoten Niedoradz             | 013,3 km            | 2015–2018                                  | 194 Mio. Złoty (49 Mio. Euro)              | 30. November 2018                          | östlich gelegene Fahrbahn                  |
| Knoten Zielona Góra Północ – Knoten Niedoradz             | 013,3 km            | 1985–1998 2006–2008 (Modernisierung)       | –                                          | –                                          | westlich gelegene Fahrbahn                 |
| Knoten Niedoradz – Knoten Nowa Sól Południe               | 017,3 km            | 2016–2018                                  | 188 Mio. Złoty (47 Mio. Euro)              | 20. Dezember 2018                          | östlich gelegene Fahrbahn                  |
| Knoten Niedoradz – Knoten Nowa Sól Południe               | 017,3 km            | 1995–1998 2006–2008 (Modernisierung)       | –                                          | –                                          | westlich gelegene Fahrbahn                 |
| Knoten Nowa Sól Południe – Knoten Gaworzyce               | 016,4 km            | 2014–2018                                  | 355 Mio. Złoty (89 Mio. Euro)              | 15. September 2018                         |                                            |
| Knoten Gaworzyce – Knoten Polkowice Północ                | 016,9 km            | 2014–2018                                  | 448 Mio. Złoty (112 Mio. Euro)             | 15. September 2018                         |                                            |
| Knoten Polkowice Północ – Knoten Polkowice Południe       | 008,4 km            | 2014–2021                                  | 683 Mio. Złoty (171 Mio. Euro)             | 10. November 2021                          |                                            |
| Knoten Polkowice Południe – Knoten Lubin Północ           | 006,0 km            | 2014–2021                                  | 683 Mio. Złoty (171 Mio. Euro)             | 29. Oktober 2021                           |                                            |
| Knoten Lubin Północ – Knoten Lubin Południe               | 011,3 km            | 2015–2018                                  | 261 Mio. Złoty (65 Mio. Euro)              | 27. August 2018                            |                                            |
| Knoten Lubin Południe – Knoten Legnica Południe           | 022,6 km            | 2015–2018                                  | 786 Mio. Złoty (197 Mio. Euro)             | 25. Juni 2018                              |                                            |
| Knoten Legnica Południe – Knoten Jawor Wschód             | 019,7 km            | 2015–2018                                  | 296 Mio. Złoty (74 Mio. Euro)              | 15. Oktober 2018                           |                                            |
| Knoten Jawor Wschód – Knoten Bolków                       | 016,1 km            | 2015–2018                                  | 323 Mio. Złoty (81 Mio. Euro)              | 15. Oktober 2018                           |                                            |
| Knoten Bolków – Knoten Kamienna Góra Północ               | 016,1 km            | 2018–2024                                  | 1,54 Mrd. Złoty (384 Mio. Euro)            | 31. Juli 2024                              |                                            |
| Knoten Kamienna Góra Północ – Lubawka (PL/CZ) (2)         | 015,3 km            | 2018–2023                                  | 880 Mio. Złoty (220 Mio. Euro)             | 29. September 2023                         |                                            |
| Summe                                                     | 436,1 km 417,8 km * |                                            | 11,2 Mrd. Złoty (2,78 Mrd. Euro)           |                                            |                                            |

### Umgehung von Troszyn, Parłówko und Ostromice
Bereits zu Beginn der 1990er Jahre wurde der Neubau der insgesamt 6 km langen Umgehung der Ortschaften Troszyn, Parłówko und Ostromice geplant, da die damalige Landesstraße durch die drei Ortschaften überlastet und nicht für den Schwerlastverkehr geeignet war. Bei Parłówko sollten Anschlüsse an die Woiwodschaftsstraßen 107 und 108 bestehen. Es wurden zwei grundlegende Varianten analysiert, von denen eine näher an der damaligen Landesstraße 3 und die andere entlang einer neuen Strecke führte. Jede dieser Varianten wurde anhand verschiedener Untervarianten weiter entwickelt. Im Jahr 2002 entschied man sich aus Gründen des Natur- und Umweltschutzes auf einer Streckenführung entlang der damaligen Landesstraße. Die Anschlüsse an die Woiwodschaftsstraßen wurden über einen neuen Knoten (Anschlussstelle) geplant und gebaut.
Im September 2005 wurde der Verlauf der Umgehung beschlossen. Ende 2008 wurde die Ausschreibung zum Bau gestartet, ehe Ende Juli 2009 die Umweltverträglichkeitsprüfung abgeschlossen und Anfang August die Baugenehmigung erteilt wurde. Die Ausschreibung endete mit der Vertragsunterzeichnung zwischen der GDDKiA und dem Unternehmen Budimex am 2. Dezember 2009. Die Fertigstellung sollte bis Ende 2011 erfolgen. Die Baukosten betrugen 103 Millionen Złoty (ca. 25 Millionen Euro). Die Ortsumgehung wurde am 13. Juli 2011 eingeschränkt eröffnet, die restlichen Bauarbeiten dauerten bis Ende 2011 an. Am 9. Januar 2012 wurden die Beschränkungen aufgehoben.
Aufgrund des prognostizierten Verkehrsaufkommens wurde die Umgehung auf 4,2 Kilometern mit zwei Fahrbahnen und je zwei Fahrstreifen pro Richtung ausgebaut. Am südlichen Ende bei Ostromice, an dem die Umgehung von Brzozowo anschließen sollte, wurde eine 730 m lange, aus einer Fahrbahn bestehende temporäre Verbindung zur Landesstraße hergestellt. Am nördlichen Ende bei Troszyn wurde jedoch eine 1,2 km lange Strecke mit nur einer Fahrbahn gebaut, da dies dauerhaft das Ende der vierstreifigen Schnellstraße darstellen sollte und ein Weiterbau in Richtung Świnoujście nach den damaligen Planungen nur mit einer Fahrbahn geplant war. Zwei Brücken über der Schnellstraße wurden nicht mit der entsprechenden Breite für einen vierstreifigen Straßenquerschnitt gebaut, sodass die Brücken und die gesamte 1,2 km lange Strecke im Rahmen des Weiterbaus nach nur ca. 10 Jahren komplett um- und neugebaut werden müssen.

### Ostromice – Miękowo
Dieser 22,1 km lange Abschnitt schließt dem Verlauf der S3 folgend an die Umgehung von Troszyn, Parłówko und Ostromice an und verläuft anschließend östlich der bisherigen Landesstraße 3 und der Ortschaft Brzozowo. Südöstlich von Brzozowo liegt der gleichnamige Knoten, der eine Verbindung über eine Kreisstraße zur Landesstraße 3 herstellt. Nun führt der Abschnitt der S3 wieder zur Landesstraße 3 und verläuft über Przybiernów und dem gleichnamigen Knoten bis zur Ortschaft Babigoszcz parallel zur Landesstraße. Die Ortschaft Babigoszcz wird auf neuer Streckenführung westlich umgangen, wobei südlich der Ortschaft der gleichnamige Knoten eine Verbindung zur Landesstraße und Kreisstraßen herstellt. Anschließend verläuft die S3 wieder parallel zur Landesstraße bis zum Knoten Miękowo und schließt an die Umgehung von Miękowo an.
Die Planung dieses Abschnittes erfolgte in mehreren Teilstücken. Zunächst begann in den frühen 2000er Jahren die Planung einer 4,8 km langen Umgehung von Brzozowo, die an die Umgehung von Troszyn, Parłówko und Ostromice anschloss, auf neuer Streckenführung Brzozowo östlich umging und anschließend wieder zur Landesstraße 3 führte. Die Umweltverträglichkeitsbeschluss wurde am 27. Dezember 2007 erhalten. Im dritten Quartal 2009 sollte die Baugenehmigung beantragt werden. Der Bau war zunächst von 2011 bis 2012 geplant, wurde jedoch auf die Reserveliste gesetzt. Im Juni 2010 wurde die Bauplanung ausgearbeitet. Aufgrund der fortgeschrittenen Planung des anschließenden Teilstückes bis Miękowo musste die bisherige Planung modifiziert werden. Die Umweltverträglichkeitsprüfung wurde wiederholt und ein erneuter Beschluss am 14. Juni 2013 erhalten. Die Finanzierung und der Bau war nun in der EU-Förderperiode 2014–2020 vorgesehen.
Ende der 2000er Jahre begann die Planung des Teilstückes vom Ende der Umgehung von Brzozowo bis zum Knoten Miękowo. Die Schnellstraße S3 sollte aus ökonomischen und ökologischen Gründen weitestgehend parallel zur bestehenden Landesstraße bzw. anstelle der Landesstraße verlaufen. Lediglich bei Babigoszcz sollte die S3 auf einer 400 Meter langen Strecke vom Korridor der Landesstraße abweichen. Von 2010 bis 2011 wurde die Umweltverträglichkeitsprüfung durchgeführt und der entsprechende Beschluss am 16. März 2011 erhalten.

### Miękowo – Goleniów Północ
Dieser 4,8 km lange Abschnitt führt vom Knoten Miękowo bis zum Knoten Goleniów Północ und stellt die Westumgehung von Miękowo dar. Der Knoten Miękowo befindet sich größtenteils nördlich des gleichnamigen Ortes. Lediglich die Abfahrt von der S3 aus Richtung Süden befindet sich aufgrund der besseren Erreichbarkeit südlich des Ortes. Die Auffahrt auf die S3 befindet sich wiederum nördlich des Ortes. Vor dem Bau der Westumgehung endete die S3 nördlich des Knotens Goleniów Północ und ging in die Landesstraße 3 über, die durch den Ort führte.
Die Trassierung der Umgehung von Miękowo wurde im Umweltverträglichkeitsbeschluss vom Februar 2007 festgelegt. Die Planung wurde mit der Erteilung der Baugenehmigung am 27. Mai 2009 abgeschlossen. Nach einer Ausschreibung wurde der Bauvertrag mit dem Baukonzern Strabag am 26. November 2009 unterzeichnet. Die Fertigstellung und Eröffnung sollte bis zur Fußball-Europameisterschaft 2012 erfolgen. Größtenteils wurden die Bauarbeiten so beschleunigt, dass die Verkehrsübergabe vorzeitig am 16. Dezember 2011 erfolgen konnte. Alle Bauarbeiten wurden bis Mitte Mai 2012 abgeschlossen. Die Baukosten betrugen 50 Millionen Złoty (ca. 12 Millionen Euro).
Bis 2015 wurde die Planung beider Teilstücke koordiniert und am 12. Oktober 2015 die Ausschreibung zum Abschluss der Planung und zum Bau gestartet. Bei dem am 31. Mai 2017 stattfindenden Submissionstermin reichte Budimex das günstigste Angebot ein, das Mitte August 2017 als das Beste bewertet wurde. Am 18. Dezember 2017 wurde der Vertrag zwischen Budimex und der GDDKiA unterzeichnet. Die Kosten werden 361 Millionen Złoty (ca. 90 Millionen Euro) betragen. Die Fertigstellung erfolgte am 11. April 2021. Mit Erteilung der Baugenehmigung am 12. April 2019 konnten die Bauarbeiten begonnen werden.

### Goleniów Północ – Rzęśnica

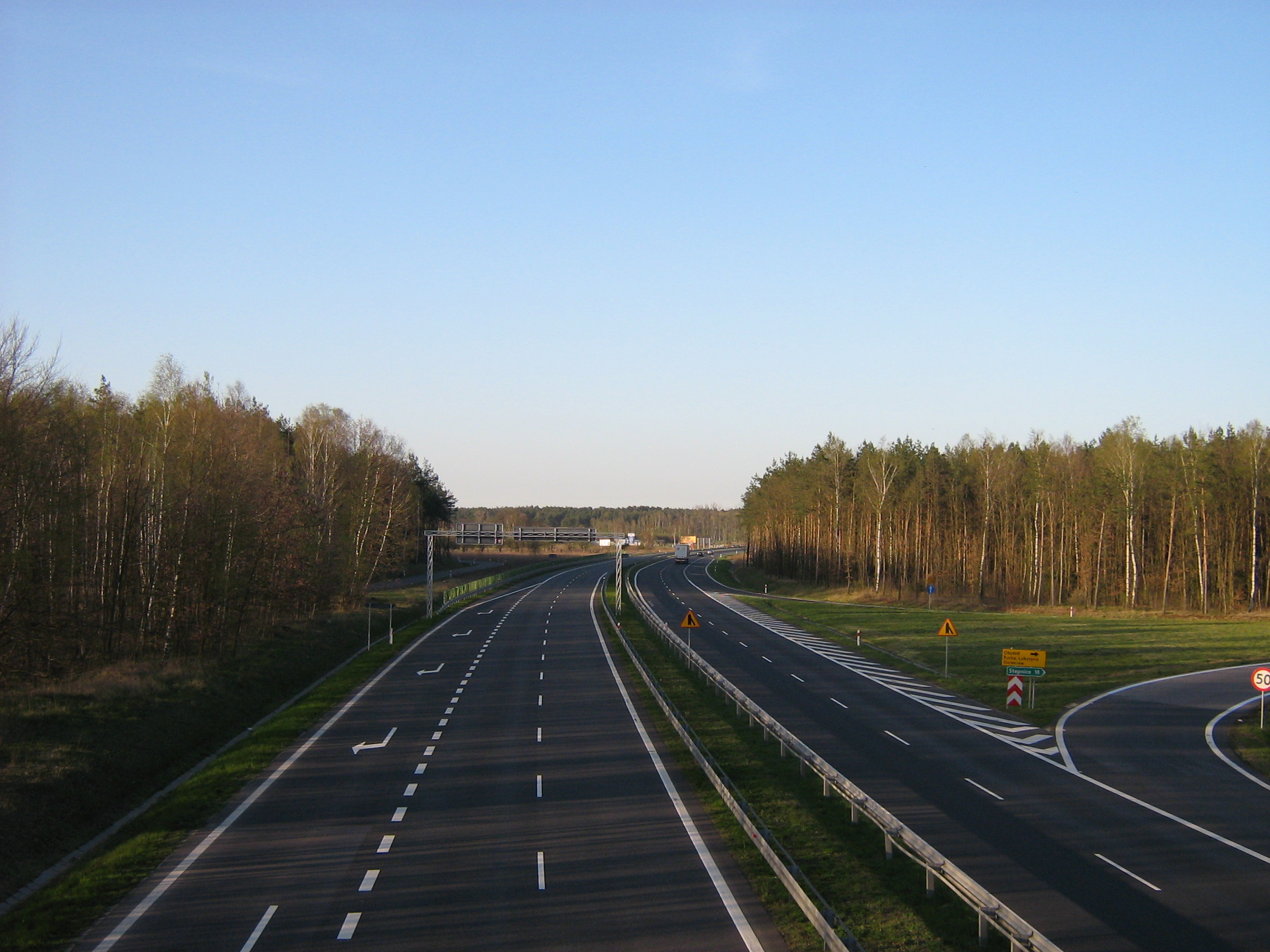
Die S3 in Richtung Stettin beim Knoten Goleniów Zachód (2007).

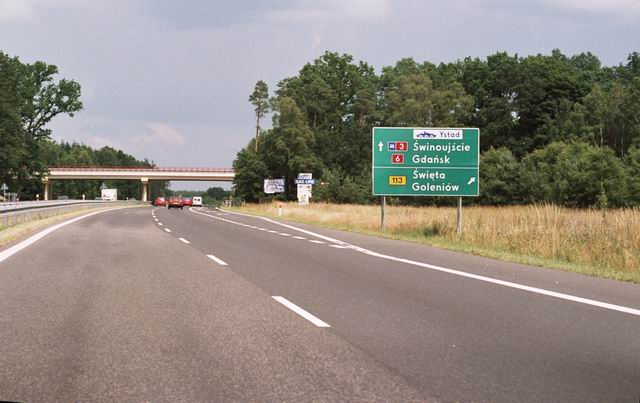
Die S3 in Richtung Swinemünde beim Knoten Goleniów Zachód (2006).

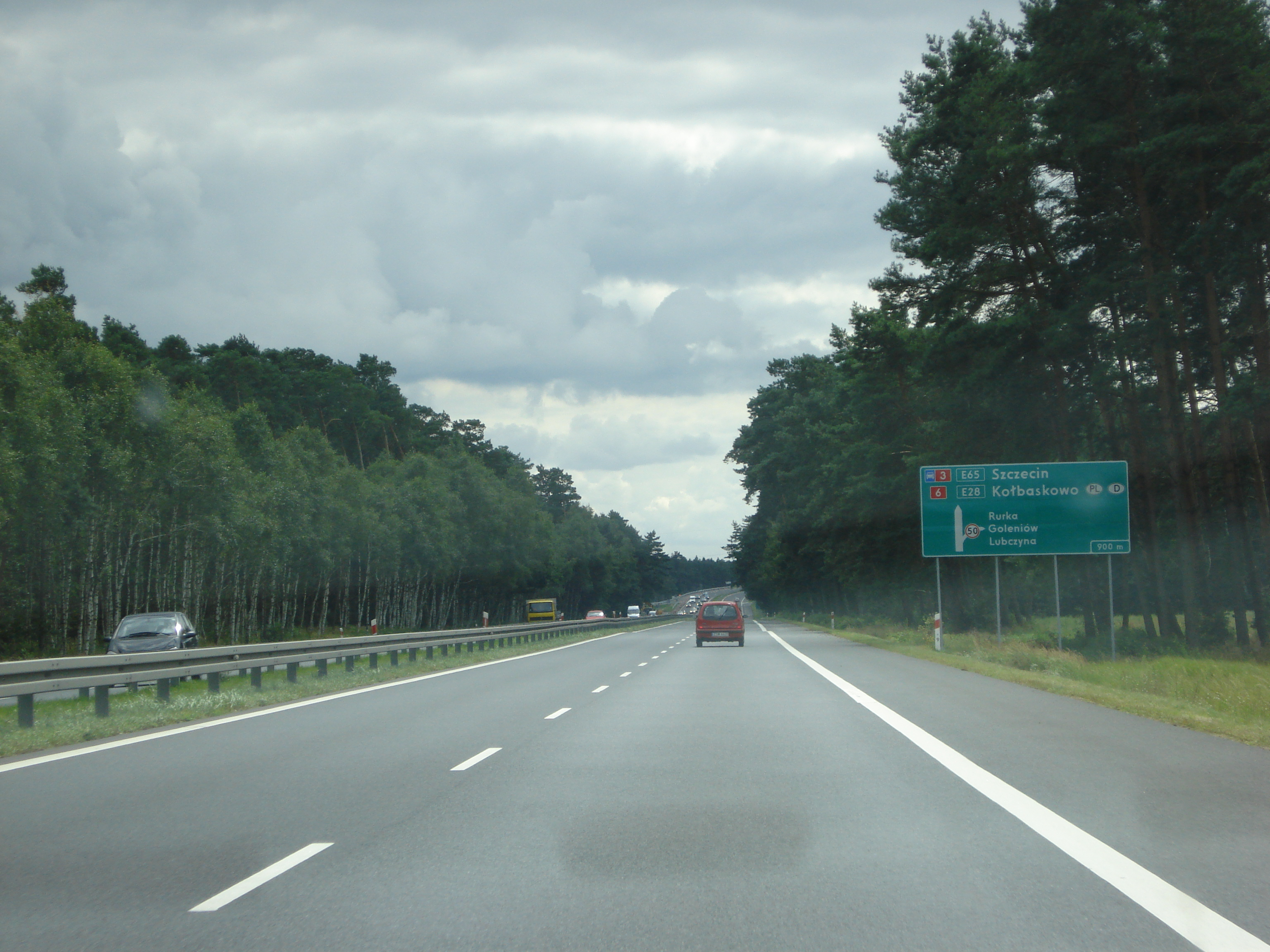
Die S3 in Richtung Stettin vor dem Knoten Goleniów Południe (2007).

Dieser knapp 20 km lange Abschnitt führt vom Knoten Goleniów Północ bis zum Knoten Rzęśnica. Er weist das größte Verkehrsaufkommen der Schnellstraße S3 in der Woiwodschaft Westpommern auf.
Bauphase zwischen 1976 und 1979
In den Jahren 1976 bis 1979 wurde das Teilstück zwischen den Knoten Goleniów Północ und Goleniów Południe als Westumgehung von Goleniów neu errichtet. Es erfüllte die Parameter einer Schnellstraße (höhenfreie Anschlussstellen) und wies einen vierstreifigen Straßenquerschnitt auf. Das weitere Teilstück wurde von der Landesstraße (ehemalige Bäderstraße) zur vierstreifigen Schnellstraße ausgebaut, die größtenteils parallel zur Bahnstrecke Szczecin Dąbie–Świnoujście verlief. Jedoch verblieben höhengleiche Kreuzungen bei Kliniska Wielkie und Rurka. Ebenso wurde der im Rahmen der Reichsautobahn Berlin–Königsberg als Anschlussstelle Hornskrug/Bäderstraße gebaute, heutige Knoten Rzęśnica nicht umgebaut. Von der S3/A6 aus Richtung Westen kommend ging die Hauptfahrbahn in die Woiwodschaftsstraße 142 über, die nach Chociwel (Freienwalde) führte. Um auf der S3 zu bleiben, musste die Verbindungsrampe und die Brücke über die Hauptfahrbahnen benutzt werden. Die Verbindungsrampe wurde zweistreifig ausgebaut. Von der S3 aus Richtung Norden kommend wurde die Verkehrsführung so geändert, dass die Verbindungsrampe zur zweistreifigen Hauptfahrbahn ausgebaut und umgestaltet wurde. Um auf die Woiwodschaftsstraße 142 zu gelangen, musste eine neue nach links weggeführte Verbindungsrampe benutzt, die ehemalige aus Osten kommende Hauptfahrbahn höhengleich gekreuzt und wiederum nach links auf die aus Westen kommende Hauptfahrbahn abgebogen werden. Dadurch, dass die (ehemaligen) Verbindungsrampen einen zu engen Kurvenradius verfügten und die Hauptverkehrslast tragen mussten, kam es im Bereich des Knoten Rzęśnica häufig zu Staus und Unfällen. Die nicht umgebauten (ehemaligen) Hauptfahrbahnen im Bereich des Knotens verblieben in der originalen Betondecke aus der Zeit der Reichsautobahn.
Der gesamte Abschnitt wurde mit Einführung des Schnellstraßennetzes als Teil der Schnellstraße S3 beschildert, jedoch wurden die Parameter einer Schnellstraße an mehreren Stellen nicht erfüllt. An diesen Stellen wurde eine verminderte Höchstgeschwindigkeit festgelegt und zudem die Kreuzung bei Kliniska Wielkie mit einer stationären Messanlage ausgestattet.
Im Jahr 2007 wurde der Knoten Goleniów Południe um- und ausgebaut.
Modernisierung zwischen 2017 und 2021
Die Planungen zur Modernisierung des gesamten Abschnittes wurden in den 2000er Jahren aufgenommen. Im Rahmen der Investition wurde die Beseitigung aller Ab- und Auffahrten sowie höhengleichen Verbindungen abseits von Knoten, einschließlich die Schließung von Waldparkplätzen, geplant. Ebenso wurde der Umbau der Kreuzung bei Kliniska Wielkie zu einem Knoten (Anschlussstelle) und der Umbau bzw. Neubau des Knotens Rzęśnica zu einem Autobahndreieck in Form einer Trompete geplant. Die Lokalisierung und das Schema der beiden Knoten wurden in mehreren Varianten untersucht. Ebenfalls wurde die Einzäunung des gesamten Abschnittes und der Bau mehrerer Grünbrücken vorgesehen.
Zur Umweltverträglichkeitsprüfung wurde eine Kombination aus den bevorzugten Varianten der Knoten Kliniska und Rzęśnica eingereicht. Der entsprechende Beschluss wurde Anfang Oktober 2012 erlangt. Am 12. Oktober 2015 wurde die Ausschreibung zur Anfertigung der Ausführungsplanung und zum Bau gestartet. In dem am 31. Mai 2017 stattgefundenen Submissionstermin reichte das Bauunternehmen Budimex das günstigste Angebot ein. Dieses Angebot wurde Mitte August 2017 als das Beste ausgewählt und am 18. Dezember 2017 der Vertrag unterzeichnet. Die Kosten wurden auf 126 Mio. Złoty (ca. 32 Mio. Euro) festgelegt. Die Fertigstellung sollte nach 34 Monaten im April 2021 erfolgen. Die Baugenehmigung wurde am 12. April 2019 erteilt. Im Rahmen der Modernisierung wurden die Brücken über die Ina, die Knoten Kliniska und Rzęśnica, eine Grünbrücke, eine Fußgängerbrücke und mehrere Kilometer an Zufahrtsstraßen und Lärmschutzwänden neu gebaut. Im Bereich des neuen Knotens Kliniska wurde eine knapp 2,6 lange Strecke und im Bereich des neuen Knotens Rzęśnica eine 1,4 km lange Strecke der S3 modernisiert. Die beiden neuen Knoten wurden am 10. Juni 2020 eröffnet. Ebenso wurde ein Großteil der Bauarbeiten entlang der S3 abgeschlossen. Außerhalb der Fahrbahnen werden die Bauarbeiten bis April 2021 fortgeführt.

### Legnica – Lubawka (PL/CZ)
Dieser 67,2 km lange Abschnitt führt vom Knoten Legnica Południe („Legnica-Süd“), der südwestlich der gleichnamigen Stadt liegt, über Jawor bis zum Knoten Bolków, der östlich der Stadt liegt. Dabei umgeht die S3 die Stadt Jawor östlich und stellt über drei Knoten Jawor Północ („Jawor-Nord“), Jawor Wschód („Jawor-Ost“) und Jawor Południe („Jawor-Süd“) Verbindungen zu den lokalen Straßen her. Vom Knoten Bolków führt die S3 über Kamienna Góra bis zur polnisch-tschechischen Grenze bei Lubawka. Dabei wird Kamienna Góra aus westlicher Richtung umgangen und über die Knoten Kamienna Góra Północ („Kamienna Góra-Nord“) und Kamienna Góra Południe („Kamienna Góra-Süd“) zu den Zufahrtsstraßen hergestellt. Der Knoten Lubawka, der westlich der Ortschaft liegt, stellt den letzten Knoten auf polnischer Seite dar. Die Schnellstraße ist auf dem gesamten Abschnitt mit zwei Fahrbahnen und jeweils zwei Fahrstreifen ausgebaut.
Im Jahr 2002 begannen die Planungen dieses Abschnittes der S3. Mit Unterzeichnung eines Vertrages zwischen der polnischen und der tschechischen Regierung wurde ein neuer Verlauf an der Grenze und eine Fortsetzung auf tschechischer Seite (als Autobahn 11) beschlossen.  Für die Unterabschnitte vom Knoten Legnica Południe bis zum Knoten Bolków wurde die Genehmigungsplanung ausgearbeitet und die Erteilung der Baugenehmigungen bei der Verwaltung der Woiwodschaft Niederschlesien beantragt. Am 7. April 2015 wurden die Baugenehmigungen erteilt.
- Knoten Legnica Południe – Knoten Jawor Wschód (19,7 km) 
  - Am 14. August 2014 startete die Ausschreibung zur Optimierung der Planungsunterlagen und zum Bau.[28] Bei dem am 5. August 2015 stattgefundenen Submissionstermin reichte das polnische Konsortium aus Eurovia Polska und Warbud das günstigste Angebot in der Höhe von 296 Millionen Złoty ein. Die GDDKiA plante mit Baukosten in Höhe von 476 Millionen Złoty.[29] Am 24. August wurde das günstigste Angebot als das Beste ausgewählt. Am 6. Oktober 2015 wurde der Vertrag zwischen der GDDKiA und dem polnischen Konsortium unterzeichnet. Die Planungs- und Bauzeit sollte 30 Monate betragen und im Oktober 2018 enden. Der Vertrag umfasste den Bau von zwei Knoten (Jawor Północ und Jawor Wschód) und insgesamt zwölf Ingenieurbauwerken, davon drei im Verlauf der Fahrbahnen und neun über den Fahrbahnen.[30] Die Verkehrsübergabe fand am 15. Oktober 2018 statt.[31]

- Knoten Jawor Wschód – Knoten Bolków (16,1 km) 
  - Am 14. August 2014 startete die Ausschreibung zur Optimierung der Planungsunterlagen und zum Bau.[28] Bei dem am 5. August 2015 stattgefundenen Submissionstermin reichte die polnische Tochtergesellschaft des portugiesischen Bauunternehmens Mota-Engil das günstigste Angebot in der Höhe von 323 Millionen Złoty ein. Die GDDKiA plante mit Baukosten in Höhe von 461 Millionen Złoty.[29] Am 24. August wurde das günstigste Angebot als das Beste ausgewählt. Am 30. September 2015 wurde der Vertrag zwischen der GDDKiA und Mota-Engil unterzeichnet. Die Planungs- und Bauzeit sollte 30 Monate betragen und im September 2018 enden. Der Vertrag umfasste den Bau von zwei Knoten (Jawor Południe und Bolków), zwei Raststätten und vier Ingenieurbauwerken, die im Verlauf der Fahrbahnen lagen.[32] Die Verkehrsübergabe erfolgte am 15. Oktober 2018.[31]

- Knoten Bolków – Knoten Kamienna Góra Północ (16,1 km)
  - Am 31. Mai 2017 startete die Ausschreibung zum Abschluss der Planung und zum Bau.[33] Bei dem am 29. November 2017 stattgefundenen Submissionstermin reichte das italienische Bauunternehmen Astaldi das günstigste Angebot mit Kosten in Höhe von 1,06 Milliarden Złoty ein. Die von der GDDKiA geplanten Kosten sollten 2,14 Milliarden Złoty betragen. Alle zwölf eingereichten Angebote lagen unter den geplanten Kosten.[34] Am 12. September 2018 wurde das siebte Angebot des Baukonzerns Porr Bau und seiner Tochtergesellschaft Porr Polska mit Kosten in Höhe von 1,54 Milliarden Złoty als das Beste ausgewählt, die sechs billigeren Angebote wurden abgelehnt. Mehrere Klagen von den betroffenen Unternehmen und Konsortien wurden abgewiesen.[35] Am 17. Oktober 2018 wurde der Vertrag zwischen dem Porr-Konsortium und der GDDKiA unterzeichnet. Die Planungszeit mit Erteilung der Baugenehmigung sollte 13 Monate betragen, die Bauzeit ohne die Wintermonate 34 Monate. Die Fertigstellung war für September 2023 geplant.[36]

Der Vertrag umfasste u. a. den Bau von 15 Ingenieurbauwerken, davon zweier Tunnel (Stare Bogaczowice und Gostków) mit einer Gesamtlänge von ca. 2,6 km, und zwölf Brücken, davon acht Brücken im Verlauf der Fahrbahnen, vier Brücken über den Fahrbahnen, und einer Überführung für die Landwirtschaft. Die Gesamtlänge der Brücken im Verlauf der Fahrbahnen beträgt ca. 1,9 km. Zudem wurde der Bau eines Tunnelmanagementzentrums sowie der Bau zweier Raststätten vereinbart. Die Tunnel sollten mit dem entsprechenden Tunnelmanagementsystem und dem Tunnelsicherheitssystem ausgestattet werden. Der Tunnel Stare Bogaczowice (2300 m) soll anhand der Neuen Österreichische Tunnelbaumethode und der Tunnel Gostków (320 m) in offener Bauweise gebaut werden.
Ende Oktober 2019 wurde der Antrag zur Erteilung der Baugenehmigung bei der Verwaltung der Woiwodschaft Niederschlesien gestellt. Die Erteilung verzögerte sich jedoch aufgrund der COVID-19-Pandemie um mehrere Monate und erfolgte erst am 21. August 2020. Der Baubeginn war ursprünglich am 15. März 2020 geplant, erfolgte nun am 27. August 2020. Die Verkehrsfreigabe war für den 13. September 2023 geplant, die endgültige Eröffnung dieses Abschnitts erfolgte am 31. Juli 2024.
- Knoten Kamienna Góra Północ – Lubawka (polnisch-tschechische Grenze) (15,3 km) 
  - Am 31. Mai 2017 startete die Ausschreibung zum Abschluss der Planung und zum Bau.[39] Bei dem am 17. November 2017 stattgefundenen Submissionstermin reichte das polnische Bauunternehmen Budimex das günstigste Angebot mit Kosten in Höhe von 748 Millionen Złoty ein. Die von der GDDKiA geplanten Kosten sollten 940 Millionen Złoty betragen. Neun von 17 eingereichten Angebote lagen unter den geplanten Kosten.[40] Am 12. September 2018 wurde das sechste Angebot des polnischen Konsortiums aus Mosty Łódź und PBDI Toruń mit Kosten in Höhe von 880 Millionen Złoty als das Beste ausgewählt, die fünf Unternehmen oder Konsortien mit den billigeren Angebote zogen zurück oder wurden ausgeschlossen. Mehrere Klagen von den betroffenen Unternehmen und Konsortien wurden abgewiesen.[35] Am 17. Oktober 2018 wurde der Vertrag zwischen dem polnischen Konsortium und der GDDKiA unterzeichnet. Die Planungszeit mit Erteilung der Baugenehmigung sollte 15 Monate betragen, die Bauzeit ohne die Wintermonate 16 Monate. Die Fertigstellung war für Oktober 2021 geplant.[36]
Der Vertrag umfasste u. a. den Bau von drei Knoten (Kamienna Góra Północ, Kamienna Góra Południe und Lubawka) und von 20 Ingenieurbauwerken, davon zwölf Brücken im Verlauf der Fahrbahnen, fünf Brücken über den Fahrbahnen drei Überführungen für die Landwirtschaft. Die Gesamtlänge der Brücken im Verlauf der Fahrbahnen beträgt ca. 3,9 km. Mitte Dezember 2019 wurde der Antrag zur Erteilung der Baugenehmigung bei der Verwaltung der Woiwodschaft Niederschlesien gestellt. Die Erteilung verzögerte sich jedoch aufgrund der COVID-19-Pandemie um mehrere Monate und erfolgte erst am 31. August 2020. Der Baubeginn war ursprünglich am 15. März 2020 geplant, erfolgte nun am 2. September 2020.[41] Die Fertigstellung erfolgte nach Verzögerungen u. a. bei den Brückenarbeiten am 29. September 2023.[38]

## Im Bau befindliche Abschnitte
| Abschnitt                      | Länge    | Vertragsunterzeichnung | Bauzeit   | Baukosten                      | geplante Fertigstellung              |
| ------------------------------ | -------- | ---------------------- | --------- | ------------------------------ | ------------------------------------ |
| Świnoujście – Knoten Dargobądz | 017,1 km | 28. August 2020        | 2020–2024 | 689 Mio. Złoty (172 Mio. Euro) | Frühestens 4. Quartal 2024[veraltet] |
| Knoten Dargobądz – Troszyn     | 015,9 km | 28. August 2020        | 2020–2024 | 679 Mio. Złoty (308 Mio. Euro) | Frühestens 4. Quartal 2024[veraltet] |
| Summe                          | 34,1 km  |                        |           | 1,4 Mrd. Złoty (506 Mio. Euro) |                                      |

### Świnoujście – Troszyn

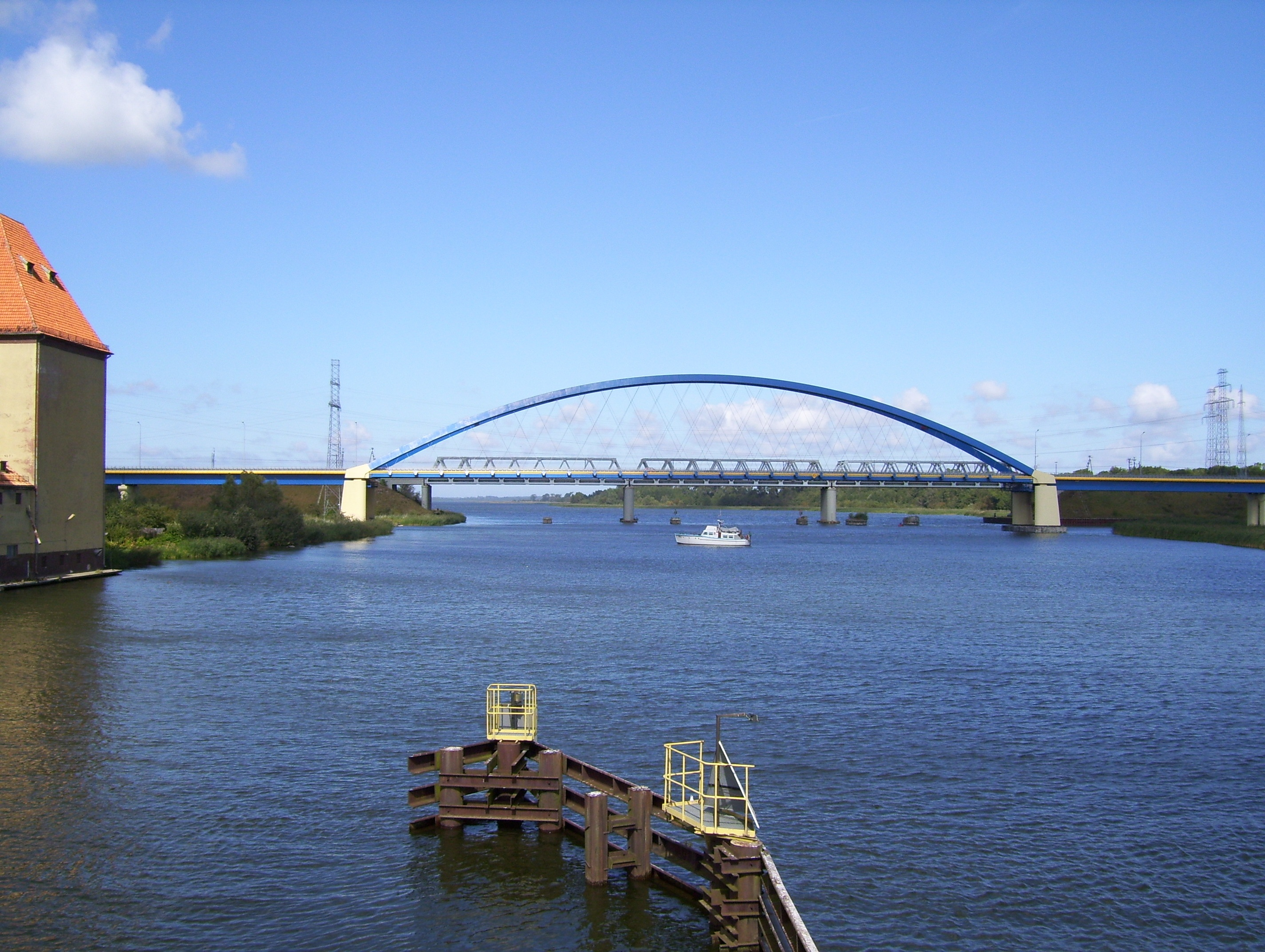
Blick auf die Brücke im Zuge der Ortsumgehung von Wolin über der Dziwna.

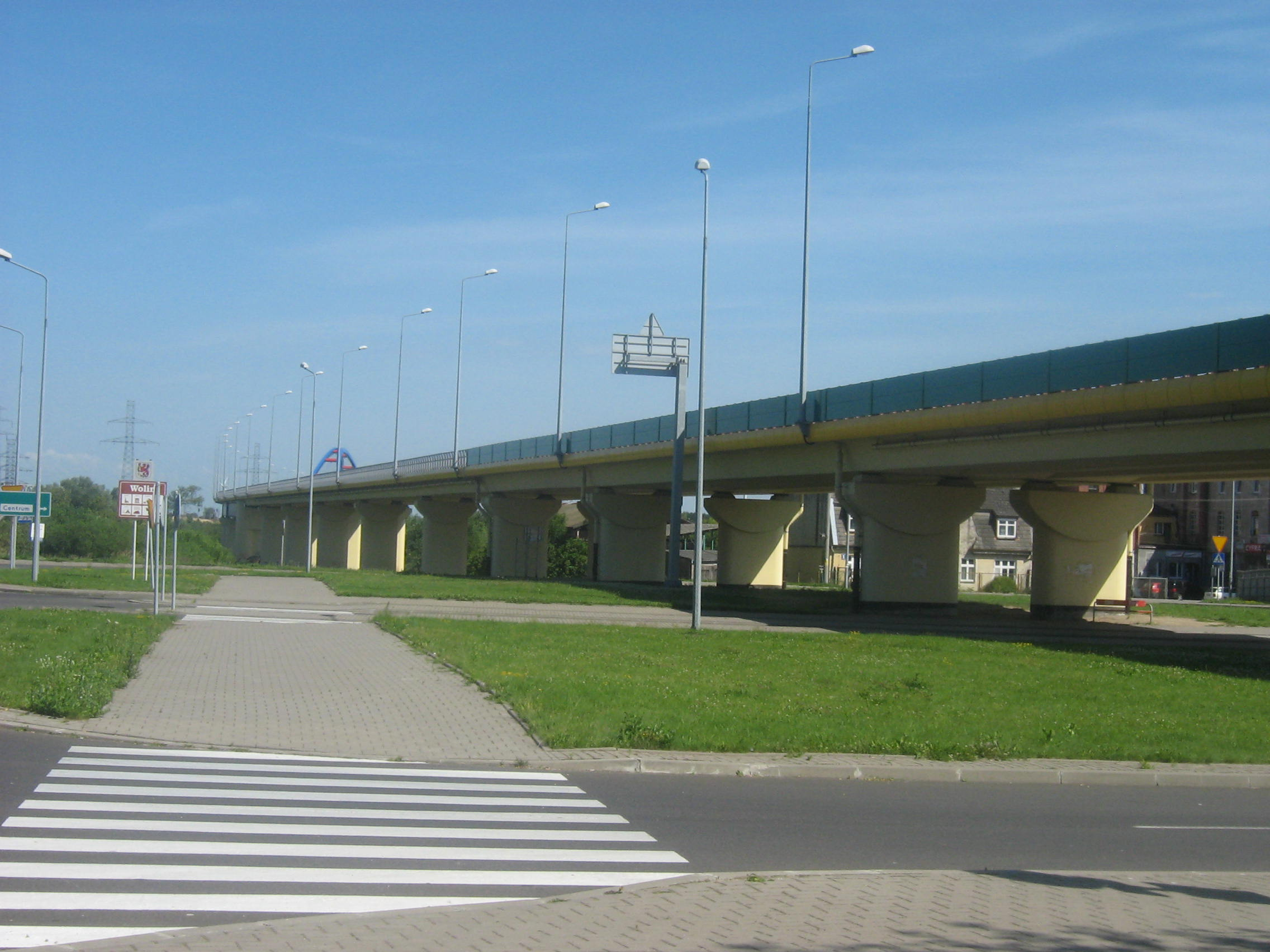
Blick auf das Brückenbauwerk der derzeitigen Landesstraße 3 in Wolin.

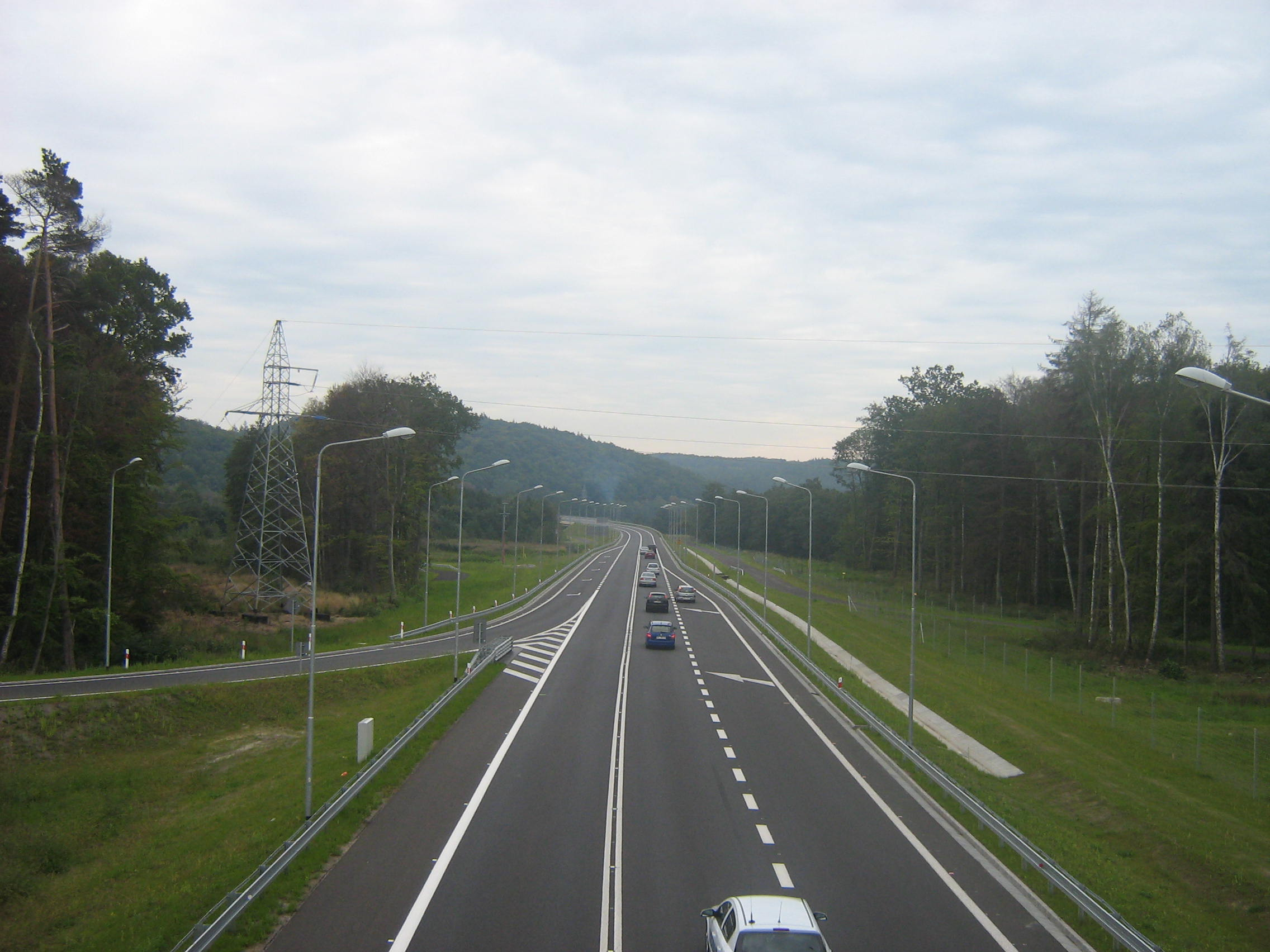
Die Ortsumgehung von Międzyzdrojów nach der Eröffnung 2008.

Dieser 33 km lange Abschnitt führt von Świnoujście aus bis Troszyn westlich der Stadt Wolin. Die Strecke beginnt in dem auf der Insel Wolin gelegenen, östlichen Stadtgebiet von Świnoujście an einem Kreisverkehr, an den der seit 30. Juni 2023 eröffnete Swinetunnel angeschlossen ist. Zudem werden die zum Hafen führende Straßen an den Kreisverkehr angeschlossen. Ursprünglich war im Rahmen der Planung des Swinetunnels ein direkter Übergang von der Schnellstraße zum Swinetunnel über eine Brücke, die über dem Kreisverkehr führen sollte, vorgesehen. Diese Brücke wurde im Rahmen der Planung der Schnellstraße aus Kostengründen gestrichen. Anschließend führt die Strecke entlang der Landesstraße 3 und der Bahnstrecke Szczecin Dąbie–Świnoujście bis zur Ortsumgehung von Międzyzdroje. Die 3 km lange Ortsumgehung von Międzyzdroje samt dem Knoten Międzyzdroje wurde im Verlauf der Landesstraße 3 gebaut und wird nun mit einer zweiten Fahrbahn ausgestattet. Anschließend durchquert die Schnellstraße den Nationalpark Wolin, wobei eine zweite Fahrbahn an die bisherige Fahrbahn der Landesstraße 3 zugebaut wird, und führt entlang der Landesstraße 3 bis Wolin. Bei Wolin wird die bisherige, 2003 eröffnete Ortsumgehung mit einer zweiten Fahrbahn ausgestattet und eine zweite Brücke über die Dziwna gebaut. Anschließend schließt die Schnellstraße an die Ortsumgehung von Troszyn, Parłówko und Ostromice an.
Planungsgeschichte und Neu- und Ausbau der Landesstraße 3
Die Planungen eines neuen Verlaufes bzw. des Ausbaus der Landesstraße 3 zwischen Goleniów und Świnoujście reichen bis Anfang der 1990er Jahre zurück. Bis 2008 wurden in vier Etappen eine insgesamt 13,2 km neu gebaut. Nur die Ortsumgehungen von Wolin (Etappe 3) und Międzyzdrojów (Etappe 4) erfüllen die Anforderungen einer Schnellstraße mit einer Fahrbahn, jedoch sollten diese erst nach dem vollständigen Ausbau der verbliebenen Teilstücke der Landesstraße zur Schnellstraße als Teil der S3 beschildert werden.
- Etappe 1: Am 2. Dezember 1999 begann die Modernisierung einer 4,8 km langen Strecke der Landesstraße, die durch den Nationalpark Wolin führt. Dabei wurde die Fahrbahn auf einen neuen Verlauf verlegt und verstärkt, sodass sie die damaligen Anforderung einer Schnellstraße mit einer Fahrbahn erfüllte. Die Bauarbeiten wurden von Skanska bis zum 12. September 2001 abgeschlossen. Die Verkehrsübergabe fand am 5. Oktober 2001 statt. Dieses Projekt wurde aus dem Staatshaushalt und von einem am 1. September 1996 geschlossenen Darlehen der Internationalen Bank für Wiederaufbau und Entwicklung finanziert.[42]
- Etappe 2: An die Etappe 1 schloss die 2,8 km lange Ortsumgehung von Dargobądz an, die vom 3. Mai 2002 bis zum 30. Juni 2003 von Budimex-Dromex gebaut und am 14. Juli 2003 eröffnet wurde. Sie erfüllte jedoch die Anforderungen einer Schnellstraße nicht. Dieses Projekt wurde ebenfalls aus dem Staatshaushalt und von einem am 1. September 1996 geschlossenen Darlehen der Internationalen Bank für Wiederaufbau und Entwicklung finanziert.[43]
- Etappe 3: Im gleichen Zeitraum dauerte vom 14. März bis zum 30. Oktober 2002 der Bau der Ortsumgehung von Wolin, in deren Verlauf eine neue Brücke außerhalb des Stadtgebiets nahe der Bahnstrecke und über der Dziwna entstand. Des Weiteren wurden am Anfang- und Endpunkt höhenfreie Kreuzungen, die jetzigen Knoten Wolin Zachód und Wolin Wschód, gebaut. Die Ortsumgehung wurde ebenfalls mit einer Fahrbahn ausgeführt und mit allen Anforderungen an eine Schnellstraße gebaut, sodass sie ein Teil der zukünftigen Schnellstraße sein könnte. Die 2,6 km lange Ortsumgehung wurde am 2. Dezember 2003 eröffnet. Die Baukosten betrugen 65 Mio. Złoty.[44]
- Etappe 4: Als Letztes wurde die 3,0 km lange Ortsumgehung von Międzyzdrojów realisiert. Sie schließt an die modernisierte Strecke durch den Nationalpark Wolin an, wurde ebenfalls mit einer Fahrbahn gebaut und erfüllt die Anforderung einer Schnellstraße. Der Bau begann am 21. November 2006 und endete Ende Juni 2008. Am 31. August 2008 erfolgte die Verkehrsübergabe. Die Baukosten betrugen 78 Mio. Złoty.[45]

Nach Abschluss der vier Etappen wurde die Planung des weiteren Ausbaus der verbliebenen Teilstücke verschoben. Das prognostizierte Verkehrsaufkommen sowie der Nationalpark Wolin würden laut der GDDKiA den vierstreifigen Ausbau nicht rechtfertigen bzw. unmöglich machen. Nach Untersuchungen von 2008 würde jedes dritte Fahrzeug von der S3 beim Knoten Parłówko abfahren. Inwieweit der Bau des Flüssiggasterminals in Świnoujście das Verkehrsaufkommen steigern würde, wurde von der GDDKiA nicht untersucht. Nachdem es 2010 Überlegungen gab, die S3 bis Wolin mit zwei Fahrbahnen und zwischen Wolin bis Świnoujście mit einer Fahrbahn auszubauen, wurde 2011 eine Machbarkeitsstudie für den gesamten Abschnitt im 2+1-System ausgearbeitet. Anfang März 2013 forderten die Lokalpolitiker aus Świnoujście erstmals einen Ausbau der S3. Das Projekt wurde anschließend auf die Reserveliste des Straßenbauprogrammes 2014–2020 gesetzt. Erstmals wurde ein vierstreifiger Neu- bzw. Ausbau erwogen. Die Kosten wurden auf 1,5 bis 2,3 Milliarden Złoty geschätzt. Von Dezember 2015 bis Ende 2017 wurde die Machbarkeitsstudie (poln.: Studium Techniczno-Ekonomiczno-Środowiskowe, kurz STEŚ, dt. etwa Technisch-ökonomisch-ökologische Studie) samt dem Umweltverträglichkeitsbericht ausgearbeitet und anschließend von der Regionaldirektion für Umweltschutz in Stettin geprüft. Es wurden vier Varianten ausgearbeitet, wobei letztlich die Variante 4 entlang der schon gebauten Etappen der Landesstraße ausgewählt wurde. Ende August 2018 erteilte die Umweltbehörde den Umweltverträglichkeitsbeschluss (poln.: Decyzja o środowiskowych uwarunkowaniach, kurz DŚU). Seitens der Direktion des Nationalparks Wolin gab es keine Proteste, nachdem vereinbart wurde, dass die von der Schnellstraße beanspruchte Fläche ausgeglichen wird.
Bauphase
Anfang Dezember 2019 wurde der Abschluss der Planung und der Bau ausgeschrieben. Dazu wurde der Abschnitt in zwei Unterabschnitte eingeteilt:
- Świnoujście – Knoten Dargobądz (17,1 km)

Am 2. Dezember 2019 startete die Ausschreibung. Bei dem am 25. März 2020 stattgefundenen Submissionstermin reichte das Unternehmen Pol-Aqua S.A., die polnische Tochtergesellschaft des spanischen Bauunternehmens Dragados S.A., das günstigste Angebot mit Kosten in Höhe von 689 Millionen Złoty ein. Die von der GDDKiA geplanten Kosten sollten 563 Millionen Złoty betragen. Alle sechs eingereichten Angebote lagen über den geplanten Kosten, wobei das teuerste Angebot vom Baukonzern Porr bei 1,19 Milliarden Złoty lag. Am 26. Juni wurde das günstigste Angebot als das Beste ausgewählt. Am 28. August wurde der Vertrag zwischen dem polnischen Tochterunternehmen Pol-Aqua S.A. und der GDDKiA unterzeichnet.
- Knoten Dargobądz – Troszyn (15,9 km)

Am 2. Dezember 2019 startete die Ausschreibung. Bei dem am 31. März 2020 stattgefundenen Submissionstermin reichte ein Konsortium bestehend aus den polnischen Bauunternehmen Podbud-Pomorze Sp. z o.o., Intop Skarbimierzyce Sp. z o.o., Intop Warszawa Sp. z o.o. und PRD Nowogard S.A. das günstigste Angebot mit Kosten in Höhe von 679 Millionen Złoty ein. Die von der GDDKiA geplanten Kosten sollten 525 Millionen Złoty betragen. Alle sieben eingereichten Angebote lagen über den geplanten Kosten, wobei das teuerste Angebot ebenfalls vom Baukonzern Porr bei 851 Millionen Złoty lag. Am 26. Juni wurde das günstigste Angebot als das Beste ausgewählt. Am 28. August wurde der Vertrag zwischen dem polnischen Konsortium und der GDDKiA unterzeichnet.
Die Planungszeit beider Abschnitt betrug mit Erteilung der Baugenehmigung 17 Monate, die Bauzeit ohne die Winterzeit 19 Monate. Aufgrund von Nachverhandlungen wegen gestiegener Baukosten, ruhten die Bauarbeiten zwischenzeitlich und die Fertigstellung verschob sich von April 2024 auf frühestens das 4. Quartal 2024.[veraltet]